# Група галактик

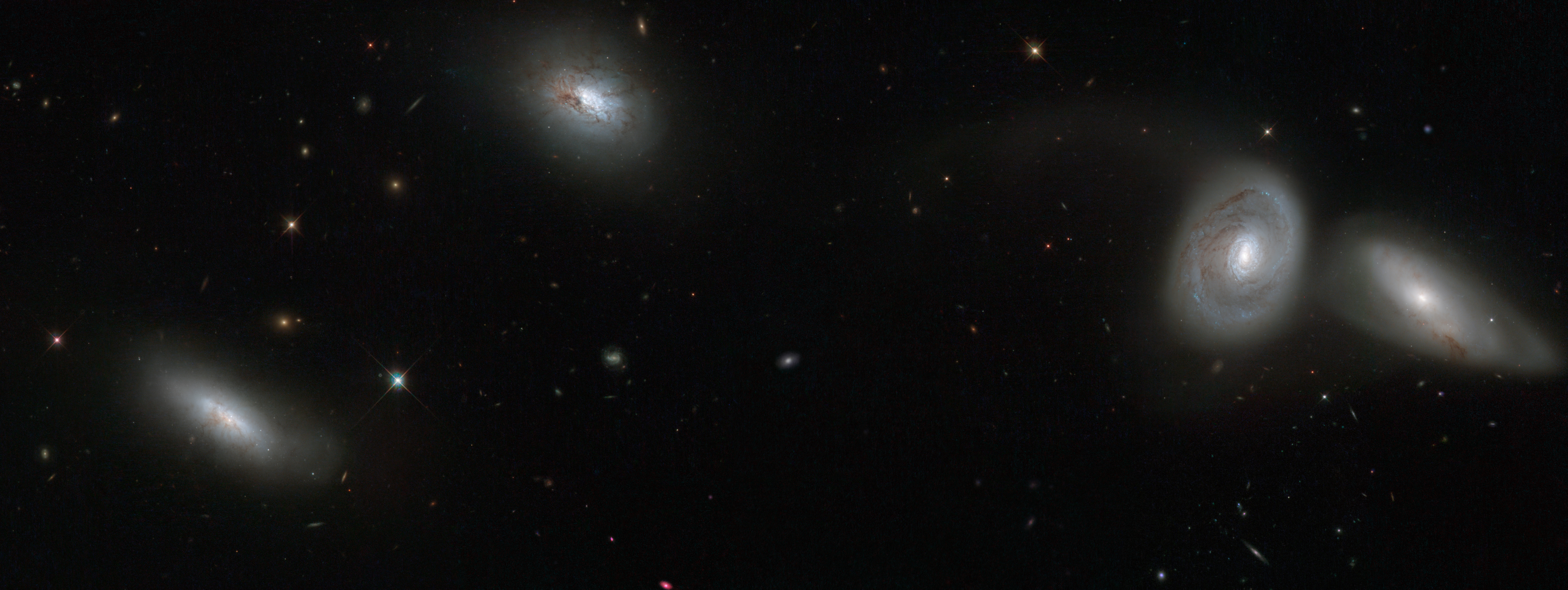
Чотири (із семи) галактик, які належать до компактної групи HCG 16.
Фото з телескопа Габбла.

Гру́па гала́ктик (скорочене позначення — GroupG або GrG) — просторово відокремлене та гравітаційно пов'язане об'єднання галактик, що налічує до сотні членів. Об'єднання з кількістю членів понад сто зазвичай називають скупченнями галактик, хоча чітко визначеної межі між ними немає.
Серед галактик поля групи виділяють за близькістю в проєкції на небесну сферу та близькими значеннями променевої швидкості. Зазвичай групи занурені в розріджений розігрітий міжгалактичний газ, який виявляє себе рентгенівським випромінюванням.

## Класифікація
Бувають компактні та розсіяні групи.
Перший каталог компактних груп було складено Полом Хіксоном 1982 року. Здебільшого такі групи містять підвищену частку галактик, які мають морфологічні чи кінематичні особливості: пекулярних галактик, галактик з активними ядрами, галактик зі спалахом зореутворення, із надлишком інфрачервоного чи радіовипромінювання. Вважається, що в компактних групах домінує темна матерія.
Найвідомішими прикладами компактних груп є квінтет Стефана та секстет Сейферта.
Прикладом розсіяної групи є Місцева група, до якої належить кількадесят галактик, і зокрема, наша Галактика.